# سبنسر كون جونز
سبنسر كون جونز هو سياسي أمريكي، ولد في 3 يوليو 1836، وتوفي في 1 أبريل 1915. انتخب عضو مجلس ولاية ماريلند ‏.